# Prohod, Burgas
Prohod (în bulgară Проход) este un sat în comuna Sredeț, regiunea Burgas,  Bulgaria.

## Demografie
Componența etnică a satului Prohod
     Bulgari (72,97%)
     Romi (24,32%)
     Nicio identificare (2,7%)
     Altele (0%)
La recensământul din 2011, populația satului Prohod era de 111 locuitori. Din punct de vedere etnic, majoritatea locuitorilor (72,97%) erau bulgari, cu o minoritate de romi (24,32%). Pentru 2,7% din locuitori nu este cunoscută apartenența etnică.